# 闊葉毛尖蘚
闊葉毛尖蘚（学名：Cirriphyllum cirrosum）为青蘚科毛尖蘚屬下的一个种。